# VZ2000
VZ2000 (Partij voor Veiligheid en Zorg) was een lokale politieke partij in de Nederlandse gemeente Grootegast.

## Ontstaan
De partij werd opgericht in oktober 1999. Enkele jaren voor de oprichting ontstond er onvrede in de gemeenschap toen de komst van een AZC in Grootegast ter discussie stond; daarbij werd bij een voorlichtingsbijeenkomst de microfoon van insprekende kritische burgers dichtgedraaid. Vanuit de onrust rond de moordzaak op Marianne Vaatstra, waarbij enkele bewoners opperden dat de dader een asielzoeker zou zijn, werd vervolgens kort hierop door Ytsen van der Velde, en drie andere inwoners van de gemeente Grootegast de lokale partij VZ2000 opgericht De aangifte die tegen Van der Velde werd gedaan door Vluchtelingen Werk Friesland wegens ophitsing en laster werd geseponeerd. 
Hoewel aangegeven werd dat de speerpunten vooral het luisteren naar de inwoners en het einde maken aan de "arrogantie van de macht" waren, -waarbij gedoeld werd op de partijen CDA en PvdA die jarenlang het college vormden,- viel VZ2000 met name op door haar standpunten over asielzoekers en het asielbeleid. Een van de speerpunten was vluchtelingen opvangen in buurlanden. Van der Velde had kort contacten met onder meer de extreemrechtse splinterpartij GroenRechts. In de zomer van 2000 pleitte hij in het partijblad van GroenRechts voor meer samenwerking tussen VZ2000 en GroenRechts.. Van deze samenwerking kwam uiteindelijk niets terecht. Wel sloot Van der Velde zich aan bij de LPF.

## Overtuiging en standpunten
De verkiezingen van 2014 stonden in het teken van de gemeentelijke herindeling en de participatiesamenleving.
Het nieuwe speerpunt van VZ2000 was het verzet tegen een mogelijk gemeentelijke herindeling met de gemeenten Leek, Marum, Zuidhorn en een deel van de gemeente Winsum.
Van enige anti-Islamstandpunten of anti-immigratiestandpunten was ook toen geen sprake..

## Deelname aan gemeenteraadsverkiezingen
Vanaf 2002 was deze partij vertegenwoordigd in de gemeenteraad van Grootegast. In 2014 werd VZ2000 met 4 zetels de grootste partij, waarmee het CDA voor het eerst sinds jaren niet meer de grootste partij was in Grootegast. VZ2000 kwam echter niet in het college omdat het CDA samen met de PvdA en de CU een coalitie aanging. VZ2000 voelde zich gepasseerd en wilde de vier behaalde raadszetels daarom niet innemen. Uiteindelijk, na een constructief overleg, waarbij het CDA aangaf inderdaad niet fatsoenlijk te hebben gehandeld, nam VZ200 toch plaats in de gemeenteraad.
Op 1 januari 2019 is VZ2000 opgegaan in de partij VZ Westerkwartier.